# Los quinientos millones de la begún
Los quinientos millones de la begún o Los quinientos millones de la princesa india (Les cinq cents millions de la Bégum) es una novela escrita por Julio Verne sobre la base de una idea original de Paschal Grousset, quien vendió sus derechos en 1.500 francos a los editores de Verne y terminó siendo revisada y totalmente reescrita por este último, según refiere Javier Coria. Considerada por Verne una obra totalmente incoherente, sin embargo tomó una de las líneas argumentales, la de dos ciudades enfrentadas dentro del territorio de los Estados Unidos fundadas y dirigidas por dos ricos herederos: uno francés, utopista y pacífico; y el otro alemán, industrioso y belicista.
Fue prepublicada de manera seriada en la Magasin d'Éducation et de Récréation desde el 1 de enero hasta el 15 de septiembre de 1879 y publicada como libro junto al relato Los amotinados de la Bounty el 18 de septiembre del mismo año. También apareció en un volumen doble junto a Las tribulaciones de un chino en China.
El lector podrá ver la visión particular de Julio Verne del poder que el dinero y la tecnología pueden ejercer sobre la sociedad moderna, por medio de una fabulosa riqueza que es heredada por dos hombres muy distintos.

## Resumen
La fabulosa herencia de una begún hindú, de 527 millones de francos de la época, parece quedar sin sucesor. Al final aparecen dos parientes lejanos (legítimos herederos) que pueden aspirar a ella: el francés Dr. Sarrasin y el alemán Dr. Schultze, médico el primero y químico el segundo, emparentados en grado lejano a través de una francesa casada con antecesores del alemán.
Mientras el primero dedica la mitad de esa fortuna a construir en Oregón (Estados Unidos) una utópica ciudad moderna, France-Ville, ordenada, limpia, sin enfermedades y con los medios de comunicación más modernos, el teléfono en cada casa y el reloj eléctrico en todas las plazas, el segundo construye, no muy lejos, Stahlstadt, la Ciudad del Acero, ciudad-fortaleza repleta de secretos en la que se produce en sus fundiciones todo tipo de armas para cualquier país o potencia que pueda pagarlas.
Mientras que los habitantes de France-Ville procuran idear el modo de prolongar la vida humana y darle todo tipo de comodidades, los de Stahlstadt (una copia de la factoría Krupp de Essen) idean y fabrican armas de destrucción más modernas, potentes y mortíferas que cualquier otra. La cercana France-Ville se convierte, de este modo, en la molesta oponente del militarismo alemán importado a los Estados Unidos.

## Capítulos
- Prólogo. Presentación y Boda de Sharp.
- II Dos padrinos y un destino.
- III Una noticia.
- IV Una participación.
- V La Ciudad del Acero.
- VI El pozo Albrecht.
- VII El bloque central.
- VIII La caverna del dragón.
- IX Para huir.
- X Un artículo del Unsere Centurie, revista alemana.
- XI Una comida en casa del doctor Sarrasin.
- XII El consejo.
- XIII De Marcelo Bruckmann al profesor Schultze, Stahlstadt.
- XIV Zafarrancho de combate.
- XV La Bolsa de San Francisco.
- XVI Dos franceses contra una ciudad.
- XVII Explicaciones a tiros.
- XVIII La almendra de la semilla.
- XIX Un asunto de familia.
- XX Conclusión.

## Temas vernianos tratados

### Anticipaciones
Verne presenta en la novela algunas ideas raras o muy adelantadas para su época, pero que se han hecho realidad en el siglo XX: 
- En la Ciudad del Acero, las personas son tan sólo números, sin identidad propia, obligados a vivir en un régimen totalitario similar al fordismo o al nazismo. Esta idea también sería planteada por George Orwell en su libro 1984.

- También se presentan las armas químicas (el proyectil hueco relleno de anhídrido carbónico).

- El cañón de largo alcance, antecesor del Cañón de París alemán, capaz de lanzar un proyectil de 240 mm de diámetro a 130 km de distancia y utilizado para bombardear París en la Primera Guerra Mundial, mientras que Verne debió de inspirarse en los bombardeos de cañones más pequeños durante el asedio a la capital francesa del año 1871.

- El satélite artificial.

- El régimen del terror militar.

- Herr Schultze, el químico alemán, es también un racista convencido, autor de la obra ¿Por qué los franceses sufren, en grados diferentes, de degeneración hereditaria?, ególatra, monomaniaco, germanófilo autoritario y convencido de la supremacía de la raza germánica sobre el resto del mundo e inventor de armas mortíferas.

- Las bombas en racimo. Menciona un proyectil "que contiene 100 pequeños cañones simétricamente dispuestos, encajados los unos en los otros como tubos de un anteojo y que después de haber lanzado los proyectiles se vuelven cañones para vomitar sus pequeñas balas cargadas de materias incendiarias".

- La teleconferencia: Ante la necesidad de una reunión, el protagonista toca un timbre de aviso "que comunicó inmediatamente la convocatoria a casa de cada uno de los miembros del consejo y en menos de tres minutos, la palabra presente, llevada sucesivamente por cada hilo de comunicación, anunció que el consejo estaba constituido en sesión. Las preguntas y las respuestas se transmitieron al instante a cada miembro, todo a través del teléfono".

### El bien y el mal
El protagonista, el joven francés Marcel Bruckmann, ingeniero y amigo del hijo del doctor Sarrasin, penetrará en la ciudad del acero bajo una falsa identidad, esperará pacientemente a que se le inicie en los secretos de la ciudad y finalmente, tras escapar de la prisión y de la muerte, salvará a los habitantes de France-Ville avisándoles con antelación. El doctor Schultze, por su parte, morirá congelado por el estallido de uno de sus propios proyectiles, encerrado en el búnker de su propia ciudad: a su muerte, el régimen totalitario, que no posee dirigente, deja de funcionar para siempre.

### Otras críticas en la obra
El libro hace una crítica clara contra la abogacía. Los abogados ingleses contratados por el doctor Sarrasin para gestionar los trámites de la herencia atraen a la vez el interés de Schultze para que con el enfrentamiento de los dos interesados cobrar ellos mayores ganancias, ya sea como intermediarios o como abogados del posible juicio.
También se critica el egoísmo y despilfarro propio de los que reciben una gran cantidad de dinero sin esfuerzo. Este es el caso del hijo de Sarrasin, que cae en una dinámica de lujo innecesario.
Marcel Bruckmann, el héroe, es de origen alsaciano. En aquellos momentos, y después de la guerra franco-prusiana, Alsacia formaba parte del imperio germano. Con la atribución al joven Marcel de la nacionalidad gala, Verne quiere hacer notar que a pesar de todo él consideraba a los alsacianos ciudadanos franceses.
Curiosamente también hay críticas a favor de Stahlstadt, puesto que acaba siendo considerada como un lugar bien organizado y con buenos proyectos, incluso los militares. Así, cuando France-Ville se hace con el poder de Stahlstadt (a través de la herencia de Schultze que va a parar a manos del doctor Sarrasin) son bien recibidas las posibilidades armamentísticas de Stahlstadt para defenderse de un posible nuevo agresor. De ello se deduce que Verne admiraba la tecnología e industria alemana.

## Adaptaciones

### Cine
- 1919: Los quinientos millones de la begún (Les cinq cents millions de la Begum).  Serie de cine en seis partes. Films Jules Verne, Paris-Toulon/Ecliar. Francia. 
  - Prod: Michel Verne.[4]

- 1979: El secreto de la ciudad de acero (Tajemství Ocelového města). Estudios Barrandov,  Televisión Checoslovaca (Československá televize), Checoslovaquia.
  - Guion y dir.: Ludvík Ráža.
  - Fotografía: Jan Němeček.
  - Int.: Martin Růžek, Josef Vinklář, Petr Kostka, Jan Potměšil, Jaromír Hanzlík, Taťjana Medvecká, Josef Somr, Petr Čepek, Vilém Besser, Bořivoj Navrátil, Josef Bláha, Čestmír Řanda, Antonín Hardt, Josef Větrovec, Miroslav Moravec, Viktor Maurer, Jan Pohan, Václav Kaňkovský, Václav Kotva.
  - Música: Luboš Fišer.
  - Distribución: Ústřední půjčovna filmů.